# Лакомб, Альбер
Альбе́р Лако́мб (фр. Albert Lacombe 28.02.1827, Сент-Сюльпис, Нижняя Канада, Канада — 12.12.1916) — католический священник и миссионер, проповедовавший христианство среди индейских народов кри и черноногих в Западной Канаде. Альбер Лакомб сыграл важную посредническую роль при установления мира между кри и черноногими, вёл переговоры с вождями черноногих от имени Канадской тихоокеанской железной дороги, которая планировала строить железную дорогу по земле черноногих, а также добился от черноногих обещания воздержаться от участия в Северо-Западном восстании 1885 года.

## Биография
Альбер Лакомб родился 28 февраля 1827 года в городе Сент-Сюльпис в провинции Нижняя Канада в фермерской семье. Своё детство провёл на семейной ферме.
13 июля 1847 года, в возрасте 22 лет, был рукоположен в священника, после чего был отправлен на запад Канады в город Пембину, Территория Миннесота, где пробыл с 1849 по 1851 год. В 1851 году он ненадолго вернулся на восток Канады, где прослужил викарием в приходе города Бертьер-сюр-Мер.
В 1852 году он вернулся на запад Канады вместе с вспомогательным епископом епархии святого Бонифация Александр-Антонином Таше в колонию Ред-Ривер. В 1852 году Альбер Лакомб приступил к строительству Форта Эдмонтона, в котором перезимовал вместе с некоторыми индейцами из народа кри и метисами. В это же время Альбер Лакомб приступил к изучению языка кри. Позднее он перевёл Новый Завет на язык кри и издал словарь и грамматику этого языка. С 1853 по 1861 года Альбер Лакомб обустраивал миссию и совершал многочисленные путешествия по западной Канаде вплоть до Малого Невольничьего озера с целью обращения местного индейского населения в католицизм. В 1861 году он основал новую миссию на берегу реки Sturgeon, недалеко от современного города Сент-Альберта, Земля Руперта.
В 1864 году он приступил к проповедованию католицизма среди равнинных индейцев. С 1865 по 1872 года он путешествовал по прериям. В это время он был посредником между враждовавшими кри и черноногими. В 1872 году он был направлен в Форт Гарри (сегодняшний Виннипег, Манитоба), чтобы содействовать освоению Манитобы. В 1879 году он служил викарием в Сен-Бонифасе. В это время он стал сотрудничать с Канадской тихоокеанской железной дорогой, которая планировала строить железную дорогу, проходящую через земли черноногих.
В 1880 году Альбер Лакомб переехал в местность, где сейчас находится город Калгари (Район «Миссия»). В 1885 году, когда вспыхнуло Северо-Западное восстание, премьер-министр Канады Джон Макдональд поручил Альберу Лакомбу договориться с черноногими, чтобы те не участвовали в этом восстании. В восстании приняли участие равнинные кри и ассинибойны, черноногие не принимали участия в нём, считая его проигрышным.
После 1885 года Альбер Лакомб занимался организацией образования на западе Канады и обустройства миссии в Калгари. С 1900 по 1904 год он побывал в Европе, в Австро-Венгрии, где повстречался с императором Францем Иосифом I. В эти годы он путешествовал по Галиции, чтобы изучить условия жизни украинских грекокатоликов, которые в то время массово иммигрировали из Галиции в район провинции Манитобы.
В конце 1899 г. основал город Сент-Альберт, который назвал в честь своего святого покровителя, святого Альберта Лувенского.
12 декабря 1916 года Альбер Лакомб скончался. Его тело был погребено в склепе церкви города Сент-Альберт.

## Память
Именем Альбера Лакомба назван город Лаком в провинции Альберта. Ему посвящён памятник в городе Сент-Альберт.
Американский артист Джон Гамильтон сыграл небольшую роль отца Альбера Лакомба в фильме «Канадский Тихий океан».